# Рудольф фон Ксиландер
Рудольф Ріттер унд Едлер фон Ксиландер (нім. Rudolf Ritter und Edler von Xylander; 26 грудня 1872, Шарлевіль-Мезьєр — 18 лютого 1946, Мюнхен) — німецький офіцер і військовий історик, генерал-майор вермахту.

## Біографія
Виходець із знатного роду Ксиландер. Син генерал-полковника Еміля фон Ксиландера і його дружини Рози, уродженої Лоґан.
Навчався у гімназії Вільгельма в Мюнхені.  1 серпня 1890 року поступив на службу кандидатом в офіцери у 5-й кавалерійський полк «Ерцгерцог Фрідріх Австрійський» Баварської армії. Учасник Першої світової війни, воював на Західному фронті і в Карпатах. Відзначений численними нагородами. Після війни був членом Комісії генерального штабу з питань миру і працював над альтернативним варіантом Версальського договору генерала Ганса фон Зекта, однак під тиском Франції 3 вересня 1921 року Ксиландера відправили у відставку.

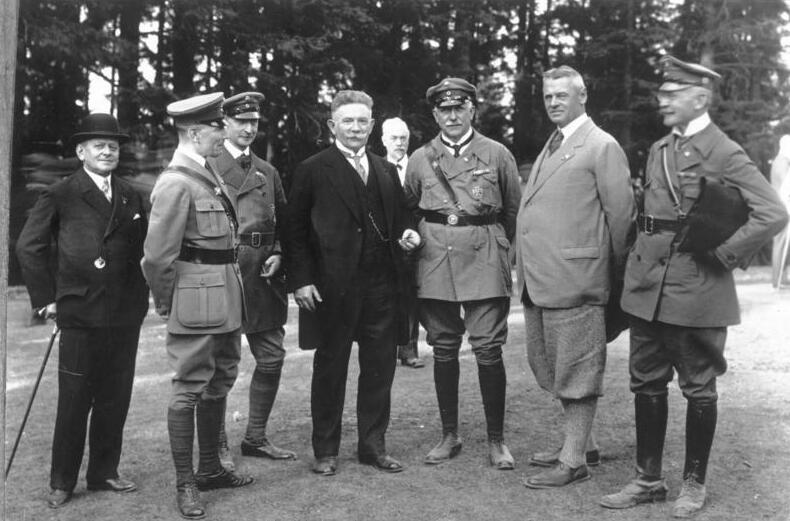
Рудольф фон Ксиландер (другий праворуч) біля пам'ятника Армінію (1 вересня 1929)

Після звільнення Ксиландер займався військово-історичними дослідженнями і написав ряд книг з цієї теми, а також був активним учасником баварського націоналістичного руху. З 1935 року викладав історію війни у Берлінській військовій академії.
На початку Другої світової війни призваний на службу, проте не отримав призначення. З 24 квітня 1941 року — командир 680-ї польової комендатури в Мелені і, одночасно, керівник відділу військової науки ОКГ. Здійснював лекційні поїздки по Франції, Кубані та Румунії. 31 січня 1943 року відправлений у відставку.

## Сім'я
Перша дружина — Гелена Фроммель (нар. 2 липня 1898). В шлюбі народились син Вольф-Дітріх фон Ксиландер і 3 дочки. Незабаром після смерті дружини одружився 30 червня 1923 року з Луїзою Беттельгойзер.

## Звання
- Кандидат в офіцери (1 серпня 1890)
- Другий лейтенант (5 березня 1892)
- Обер-лейтенант (24 січня 1900)
- Гауптман (30 вересня 1903)
- Майор (3 березня 1911)
- Оберст-лейтенант (17 квітня 1917)
- Оберст (3 вересня 1921)
- Генерал-майор (1 серпня 1942)

## Нагороди
- Медаль принца-регента Луїтпольда
- Залізний хрест 2-го і 1-го класу
- Лицарський хрест ордена дому Гогенцоллернів з мечами
- Орден «За заслуги» (Баварія) 3-го класу з мечами
- Військовий орден Максиміліана Йозефа, лицарський хрест (12 жовтня 1914)
- Лицарський хрест ордена Вюртемберзької корони з мечами
- Лицарський хрест 1-го класу ордена Альберта з мечами
- Срібна медаль «Ліакат» (Османська імперія)
- Хрест «За вислугу років» (Баварія) 2-го класу (24 роки)
- Почесний хрест ветерана війни з мечами
- Командор ордена Корони Італії
- Хрест Воєнних заслуг 2-го класу з мечами